# Otoplanidia endocystis
Otoplanidia endocystis är en plattmaskart som beskrevs av Meixner 1938. Otoplanidia endocystis ingår i släktet Otoplanidia och familjen Otoplanidae. Inga underarter finns listade i Catalogue of Life.